# Monofysitism
Monofysitism (sengrekiska monophysitai, av monos, ensam och physis, natur; "läran om en natur") är en term som historiskt använt om de kristna företrädare, som inte godtog det kristologiska beslutet vid det fjärde ekumeniska Konciliet i Chalkedon år 451. Numera hålles termen oftast för föråldrad. De kyrkor som efter konciliet splittrades av från de övriga kallas orientaliska ortodoxa kyrkor. De beskriver sin kristologi som miafysitisk snarare än monofysitisk.
Numera anses att de kristologiska detaljer som orsakade schismen då de orientaliska kyrkorna splittrades av till stor del berodde på missförstånd och bristande kunskaper om varandras språk, då vissa kärnbegrepp inte hade identiska motsvarigheter på andra språk. De kristologiska skillnaderna kan anses övervunna.
Konciliet i Chalkedon år 451 fastslog att Kristus har två naturer som "är oskiljaktigt och oupplösligt förbundna utan förvandling eller sammanblandning" (dyofysitism). Enligt de som kallats monofysiter hade Kristus efter inkarnationen endast en natur, både gudomlig och mänsklig. De formulerade sin ståndpunkt som motsats till Nestorius lära om två åtskilda naturer, och tyckte att konciliet gått Nestorius för långt till mötes.'
Monofysitismen byggde på tankar som hade gammal hävd i Orienten, medan kyrkan i Väst genom Tertullianus dominerats av tvånatursläran. Monofysiternas slagord "en natur" framfördes av Apollinaris av Laodikeia och fick ökad auktoritet genom Kyrillos av Alexandria. Arkimandriten Eutyches av Konstantinopel förnekade öppet att Kristus haft samma mänskliga natur som vi. Han dömdes till döden som kättare 448, men striden fortsatte och ledde till kyrkomötet i Kalcedon.
Kejsarmakten ansåg splittringen politiskt betänklig och försökte genom kompromissformler återförena monofysiterna med rikskyrkan, trots våldsam opposition i väster. Justinianus I ville behålla skrivningarna från konciliet i Chalkedon, men tolkat i Kyrillos anda. Han vilade i denna fråga på teologen Leontius av Bysans (död 543) hypostasteologi, som segrade på Andra konciliet i Konstantinopel år 553. Enligt Leontius saknar Kristi mänskliga natur inte personlig individualitet, hypostas, men den har sin hypostas i Logos. Med tiden lades också till de religiösa motsättningarna politiska och nationella motsättningar.